# 2019年11月

## 11月1日
- 土耳其與俄羅斯在敘利亞東北部接壤土耳其邊界的地區進行首次聯合巡邏。[1]
- 英國埃塞克斯郡警方發表聲明，認為上月貨車慘案的39名死者全是越南人。[2]
- 旨在打造國家級內部網路[3]、能在緊急狀態下斷絕與全球網路相連[4]的《主權網路法》在俄羅斯生效[5]。
- 新德里空气污染（英语：Air pollution in Delhi）严重，新德里环境污染预防与控制局宣布新德里及周边地区进入公共健康紧急状态。新德里的学校从当日起停课，工地停工至11月5日。[6]
- 《联合国气候变化框架公约》秘书处确认2019年聯合國氣候變化大會改在西班牙马德里举行，会期不变，仍为12月2日至13日，智利仍然担任主席国。[7]
- 克里斯蒂娜·拉加德接替马里奥·德拉吉出任欧洲央行行长[8]。
- 馬里梅納卡省一哨所遭遇武装袭击，53名士兵和1名平民丧生。伊斯兰国后来在网站上宣布对袭击负责。[9]
- 貝托·歐洛克宣布退出2020年美國總統選舉[10]。

## 11月3日
- 馬紹爾群島附近的熱帶低氣壓，形成2019年太平洋颱風季第23號颱風夏浪[11][12]。
- 沙特阿拉伯国家石油公司宣布启动首次公开募股，将在沙特证券交易所上市。[13]
- 非洲蘇丹的「科學實驗衛星一號」，已委中國國家航天局協助發射，此舉乃為爾後蘇丹從事相關軍事、經濟及太空研究之用。[14][15]

## 11月4日
- 中華人民共和國國臺辦[16]公佈[17]提供台灣居民享有與中華人民共和國公民同等投資、購屋待遇的《關於進一步促進兩岸經濟文化交流合作的若干措施》[18]等26條[19][20]措施。
- 第35届东盟首脑会议及东亚合作领导人系列会议在泰国曼谷闭幕。由于印度持异议，《区域全面经济伙伴关系协定》未能如期签署，签约时间推迟至2020年。[21]
- 印度外交部官員 Vijay Thakur Singh 接受彭博社訪問[22]時表示，印度總理莫迪基於保護國內勞工與農民[23]，決定不加入 RCEP[24]。
- 美國國務院發佈國務卿蓬佩奧聲明[25]，美國將退出《巴黎協議》[26]並通知聯合國啟動程序[27]，預計一年後生效。
- 伊朗宣布在纳坦兹核设施（英语：Nuclear facilities in Iran）启动30台IR-6型离心机，至此纳坦兹共有60台离心机在运转中。此外，伊朗低丰度浓缩铀产量达到每日5公斤。[28]
- 荷兰南荷蘭省霍赫马德（荷兰语：Hoogmade）村建于19世纪的圣母教堂（荷兰语：Onze-Lieve-Vrouw-Geboortekerk (Hoogmade)）毁于火灾。[29]
- 英国下议院选举林賽·霍伊爾接替约翰·伯科担任议长[30]。

## 11月5日
- 美国举行多场选举投票（英语：2019_United_States_elections）。其中，弗吉尼亚州众议院和参议院的全部席位迎来改选（英语：2019 Virginia elections），密西西比州（英语：2019 Mississippi gubernatorial election）与肯塔基州进行州长选举。此外，还有若干城市举行了市长选举。[31]
- 美国商务部公布数据：2019年前三季度美国贸易逆差为4814亿美元，同比上涨5.4%，其中出口同比减少70亿美元，进口同比增加178亿美元。媒体评论特朗普关税并未起效，没有改变逆差问题。[32]
- 毒贩集团的枪手在墨西哥索諾拉州的公路上伏击3辆越野车（英语：2019 Sonora massacre），杀死3名成年女性和6名儿童，另有5人受伤被送往医院。墨西哥公共安全部部长阿方索·杜拉索（英语：Alfonso Durazo）称枪手们可能误认为这些汽车来自敌对帮派。据称，受害者们大多拥有美国、墨西哥双重国籍，来自摩门教勒巴伦家族（英语：Church of the Firstborn (LeBaron order)）。[33]
- 当地时间晚间，泰国也拉府一村庄的安全检查站发生武装袭击，至少15人丧生。泰国政府称袭击者是南部的穆斯林分裂势力。[34]
- 中華人民共和國政府發表[35]《關於防止未成年人沉迷網路遊戲的通知[36]》規定，針對未成年者實施電玩宵禁[37][38]。
- 在沙特阿拉伯调停下，也门政府同南方过渡委员会在利雅得签署协议，二者分享权力[39]。

## 11月6日
- 弗吉尼亚州选举（英语：2019 Virginia elections）中民主党同时在弗吉尼亚州众议院和弗吉尼亚州参议院赢得多数。肯塔基州州长选举中，民主党候选人、州检察长安迪·贝希尔宣布自己击败现任州长共和党人馬特·貝文胜出；馬特·貝文声称选举有违规行为，要求选举机构检查计票机器和缺席投票。有分析认为，选举结果显示，唐纳德·特朗普时代美国城郊的中间派选民正在远离共和党。[40]共和党在密西西比州州长选举（英语：2019 Mississippi gubernatorial election）中获胜，菲尔·布莱恩特因任期限制不能竞选连任，副州长泰特·里夫斯击败州检察长民主党人吉姆·胡德（英语：Jim Hood）。[41]
- 加拿大矿业公司瑟玛福（英语：Semafo）五辆由军队护送的巴士在前往布基纳法索塔波阿省邦戈金矿途中遭遇持枪武装分子袭击（英语：2019 Fada N'gourma attack），37人死亡，超过60人受伤。[42][43]
- 伊朗宣布福尔多浓缩铀厂将于当地时间7日0时恢复生产[44]。
- 按照英国法律，议会在当日凌晨（议会选举前的25个工作日）自动解散[45]。

## 11月7日
- 中華人民共和国与美国均宣布第一阶段的协议将取消中美贸易战以来加征的部分关税。然而，中美两国领导人签约时间和地点、协议如何解决知识产权、技术转让、市场开放等问题仍未解决。[46]
- 前一晚入境马来西亚时被扣留的柬埔寨反对派救国党副主席莫淑华获释。马来西亚首相马哈迪·莫哈末表示不会干涉他国内政，因此将会遣送莫淑华出境。[47]另一名柬埔寨反对派领导人桑蘭西原计划当日巴黎搭乘泰国国营航空公司泰国航空的航班前往曼谷，被拒绝登机[48]。莫淑华、桑蘭西原计划于11月9日返回柬埔寨[47][48]。
- 纽约市政府宣布将于近期把华尔街铜牛搬离原处[49]。
- 刚果民主共和国军阀博斯科·恩塔甘达被国际刑事法院判处30年监禁[50]。

## 11月8日
- 当地时间凌晨2时17分，伊朗东阿塞拜疆省发生5.9级地震，致使7人死亡和584人受伤[51][52]。
- 因為涉及在中國運送毒品而被羈押5年的日本愛知縣稻澤市前議員櫻木琢磨(SAKURAGI TAKUMA)，被廣州市中級人民法院判處無期徒刑。中華人民共和國外交部發言人耿爽回應稱，案件已向日本駐廣州總領事館進行通報。該案件因為被指「複雜、須進一步查證」，延期判決累計20次，被形容情況罕見[53][54][55]。
- 美国富豪、前紐约市市長迈克尔·布隆伯格在阿拉巴马州提交文件，正式参加2020年美國總統選舉民主黨初選[56]。
- 美国西南航空、美国航空宣布再次推迟波音737 MAX复飞[57]。
- 伊朗宣称在胡齊斯坦省馬赫夏赫爾港击落一架无人机，但未透露细节。当地官员称这架无人机来自外国。美国五角大楼否认无人机来自美军。[58]
- 美国总统唐纳德·特朗普表态，并未决定取消对中国的关税，即便达成协议也不会完全取消对价值3,600亿美元的中国出口商品加征的全部关税。[59]
- 当地时间下午，巴西前总统路易斯·伊纳西奥·卢拉·达席尔瓦暂时被库里蒂巴联邦监狱释放。前一天晚上，巴西最高法院裁定，将二审被判有罪的嫌疑人关进监狱违反了巴西宪法，因为嫌疑人还有一次上诉机会。卢拉的律师随后申请释放卢拉，获得批准。[60]

## 11月9日
- 印度最高法院一致裁定位於阿约提亚的巴布里清真寺原址土地屬於印度教徒。[61]
- 前一天上午开始燃烧的澳大利亚新南威尔士州叢林大火已致使3人死亡，5人失踪，逾150座房屋被毁[62]。

## 11月10日
- 2019年11月西班牙大選進行投票。西班牙工人社会党赢得最多议席，但仍未过半；人民黨仍旧是议会第二大党；极右翼声音党议席翻倍，升为第三大党。[63]
- 2019年羅馬尼亞總統選舉（英语：2019 Romanian presidential election）進行投票。[64]
- 玻利維亞總統埃沃·莫拉莱斯宣佈重新舉行大選，[65]同日宣佈辭去總統職務。[66]
- 慶祝日本天皇德仁及雅子皇后即位[67]的「祝賀御列之儀[68]」遊行[69]從皇居行進至赤坂御用地[70]。
- 伊朗总统哈桑·鲁哈尼在伊朗伊斯兰共和国广播电视台直播讲话中宣布胡齐斯坦省发现特大油田，原油储量达530亿桶，可能成为仅次于阿瓦兹油田（英语：Ahvaz Field）的伊朗第二大油田，将伊朗探明原油储量增加三分之一。[71]
- 2019年国际乒联团体世界杯（英语：2019 ITTF Team World Cup）在日本东京落幕，中国包揽男子团体、女子团体两项冠军[72]。
- 柬埔寨反对派领导人根索卡被解除软禁，但仍不得离境[73]。
- 土耳其裔德国人、联盟90/绿党党员贝利特·奥纳伊（德语：Belit Onay）当选下萨克森州首府汉诺威市长。这是移民后裔首次当选德国联邦州首府的市长。[74]
- 约旦宣布收回1994年约以和约中租借给以色列的两块土地古玛尔（英语：Al Ghamr）和巴古拉。原有的25年租约到期，约旦不愿续约。[75]

## 11月11日
- 香港發生三罷行動[76]，並發生嚴重警民衝突和示威者互相衝突。在西灣河有警員開槍槍擊示威者。[77]同日，有人因為政見不同而被示威者縱火燒傷。[78]
- 由于火情严峻，澳大利亚昆士兰州、新南威尔士州宣布进入紧急状态[79]。
- 冈比亚向国际法院起诉缅甸，指控缅甸从2016年起通过大规模杀戮、强奸和其他形式性暴力、纵火等方式消灭罗兴亚人，违反《防止及惩治灭绝种族罪公约》。缅甸清洗罗兴亚人的行动从2017年8月开始加剧。[80]
- 一天前辞职的玻利维亚总统埃沃·莫拉莱斯当日晚间通过推特宣布接受墨西哥的政治庇护，已离开玻利维亚。莫拉莱斯声称他将很快卷土重来。[81]
- 当地时间早上5时30分左右，白头盔联合创始人詹姆斯·勒·梅西耶尔在土耳其伊斯坦布尔贝伊奥卢区的公寓附近被发现身亡。土耳其警方认为他是从阳台上摔落而死。[82]
- SpaceX在美国佛罗里达州卡纳维拉尔角空军基地利用獵鷹9號運載火箭成功发射第二批60颗星链卫星。这次发射首次复用整流罩，实现了第一级火箭的第四次发射与回收。天文学界担忧SpaceX计划的大量人造卫星会影响天文观测。此外，大量卫星也会增加太空碰撞风险。[83]
- 当地时间上午10时30分左右，印度海得拉巴多式联运系统（英语：Hyderabad Multi-Modal Transport System）列车撞上站台内的一列城际列车，1人死亡，30人受伤。据称事故原因可能是信号故障。[84][85]
- 马来西亚吉隆坡高等法院裁决前总理纳吉·阿都拉萨腐败案表面罪名成立[86]。
- 韩国大检察厅（朝鲜语：대한민국 대검찰청）设立直属机构世越号惨案特别调查团，重启世越号沉没事故调查[87]。
- 菲律宾政府军同菲律宾共产党的新人民軍在东萨马省博龙岸（英语：Borongan）城外交火，6名政府军士兵和1名新人民军士兵死亡。[88]
- 叙利亚哈塞克省卡米什利发生汽车爆炸袭击，7名平民死亡，70人受伤。[89]
- 美国联邦航空管理局降低马来西亚飞行安全评级，禁止马来西亚的航空公司加开飞往美国的航班。[90]
- 脫歐黨黨魁奈杰尔·法拉奇宣布，2019年英國大選中该党将为保守黨让路，上次大选中保守党赢得的选区中脱欧党不会参与竞选。[91]

## 11月12日
- 当地时间凌晨，开往吉大港市与开往达卡的两列客运火车在孟加拉国婆羅門巴里亞縣相撞（英语：Mondobhag train collision），至少16人死亡、40人受伤。[92]
- 玻利维亚参议院第二副议长、来自反对党的珍妮·安妮兹宣布出任代理总统。前总统埃沃·莫拉莱斯辞职后，宪法（英语：Constitution of Bolivia）规定的法定继任人副总统（英语：Vice President of Bolivia）、参议院议长、众议院议长、参议院第一副议长相继辞职。[93]
- 韩国京畿道涟川郡为防范非洲猪瘟宰杀4.7万头生猪后，没有及时处理死猪。11月10日雨后，猪血同雨水汇入临津江支流，将河水污染成红色[94]。
- 欧洲药品管理局批准默克藥廠销售其研制的埃博拉疫苗。这是全世界首支获批的埃博拉疫苗。[95]
- 当地时间15时19分许，韩国江原道麟蹄郡陆军边境部队修理库发生爆炸，4名军人重伤。事故原因仍不明晰。[96]
- 意大利威尼斯遭遇水灾，众多建筑被淹，古迹可能遭受永久损害。这次水灾的最高水位为187厘米，仅次于1966年194厘米的最高纪录。[97]
- 美国最大乳品企业迪安食品（英语：Dean Foods）申请破产保护。[98]
- 当地时间凌晨，以色列空袭加沙地带东部，杀死巴勒斯坦伊斯兰圣战运动领导人巴哈·阿布·阿塔（英语：Baha Abu al-Ata）及其妻子。确认阿塔死讯后，巴勒斯坦伊斯兰圣战运动向以色列境内发射超过50枚火箭弹。同日，以色列空军袭击了位于叙利亚大马士革的巴勒斯坦伊斯兰圣战运动领导人阿克拉姆·阿朱里的居所，导致其儿子、孙女和一名男子死亡。[99]

## 11月13日
- 香港中文大學宣布，監於校園內發生大規模的嚴重暴力示威及警民衝突，2019-2020年度第一學期從即日起提前結束，所有在大學本部進行的課堂取消，直至2020年1月6日第二學期開始。[100][101]
- 当地时间下午，韩国國防科學研究所位于大田市的研究所发生爆炸，1人死亡，6人受伤。研究所负责人称，当时正在进行火箭燃料测量工作。[102]
- 阿富汗喀布尔民用机场附近发生汽车炸弹袭击，12人死亡，超过20人受伤。[103]
- 阿富汗独立选举委员会（英语：Independent Election Commission (Afghanistan)）宣布，由于局势紧张，无法完成计票，2019年阿富汗總統選舉结果无法在原定日期11月14日公布。这是阿富汗第三次推迟公布这次总统大选的结果。[104]

## 11月14日
- 香港教育局宣布，由於示威堵路及阻礙交通服務情況持續，而且範圍廣泛，基於安全考慮，全港學校（包括幼稚園、小學、中學及特殊學校）即日起停課至11月17日。[105]
- 俄罗斯联邦阿穆尔州布拉戈维申斯克阿穆尔建筑与住房公用事业中等技术学校（俄語：Амурский колледж строительства и жилищно-коммунального хозяйства）发生枪击案（俄语：Стрельба в Амурском колледже строительства и ЖКХ），警察赶到后与枪手交火，被困在教室中的枪手最终举枪自杀。枪击案共造成2人死亡、3人受伤。枪手为该校学生，19岁，将猎枪藏在包内带入学校。初步调查称枪击案源于琐事纠纷。[106]
- 美国加利福尼亚州聖塔克拉利塔索格斯高中（英语：Saugus High School (California)）发生枪击案（英语：Saugus High School shooting）。该校一名男生枪击五名同学，然后向自己头部开枪。枪手本人重伤，两名学生送医后死亡。[107][108]
- 雅加达时间23时17分，印度尼西亚馬魯古海发生7.1级地震，震中位于北马鲁古省贾伊洛洛西北137公里，震源深度73公里。[109]
- 非裔美国人、前马萨诸塞州州长（英语：Governor of Massachusetts）、民主党籍人士德瓦尔·帕特里克宣布参加2020年美国总统选举。[110]
- 当地时间23时左右，伊拉克巴格达解放广场（英语：Liberation Square, Baghdad）附近发生汽车炸弹袭击，3人死亡，4人受伤。[111]
- 以色列同巴勒斯坦伊斯兰圣战运动达成不成文停火协定。12日以色列空袭杀死后者的领导人巴哈·阿布·阿塔（英语：Baha Abu al-Ata）后，双方多次交火，巴勒斯坦伊斯兰圣战运动向以色列发射了约450枚火箭弹，以色列多次空袭加沙地带。至少34名巴勒斯坦人在这两天的空袭中丧命。[112]

## 11月15日
- 乌克兰哈尔科夫州巴拉克利亚一军火库爆炸，2名工兵死亡，4人受伤。[113]
- 第51次韩美年度安保会议在韩国首尔龙山区国防部大楼举行。韩美双方讨论了安保局势、战时作战指挥权移交、驻韩美军基地返还和《韩日军事情报保护协定》等问题。[114]
- 当地时间20时30分左右，美国新泽西州普莱森特维尔一场高中橄榄球赛上发生枪击案，3人受伤，警方拘捕5人。[115]
- 伊朗宣布上调汽油价格并施行配给制度，激起民众抗议（英语：2019 Iranian fuel protests）。政府将汽油价格由每升1万里亚尔增加至每公升1.5万里亚尔，每月每辆家用普通汽车最多可按此价格购买60升汽油，超出60升的部分价格为每升3万里亚尔。政府声称，提升油价得到的收入将用于资助1800万个贫困家庭。[116]

## 11月16日
- 美国路易斯安那州举行州长选举（英语：2019 Louisiana gubernatorial election）。民主党籍现任州長（英语：List of governors of Louisiana）約翰‧貝爾‧愛德華茲（英语：John Bel Edwards）击败共和党候选人埃迪‧里斯彭（英语：Eddie Rispone）。約翰‧貝爾‧愛德華茲是民主党在南方的唯一一位州长。[117]
- 也门政府称，胡塞武装当日进攻荷台达南部图海塔（Tuhyata）的政府军营地，双方短暂交火，政府军将胡塞武装击退，7名胡塞武装人员被击毙。也门政府未透露政府军伤亡情况。[118]
- 叙利亚阿勒颇省巴卜一座停车场发生汽车炸弹袭击，15名平民死亡，多人受伤。土耳其国防部指责库尔德武装人民保护部队制造了袭击。[119]
- 2019年斯里兰卡总统选举（英语：2019 Sri Lankan presidential election）举行。[120]
- 國際調查記者同盟与《纽约时报》等媒体合作，披露多份新疆再教育营文件，内容涉及管理制度、惩罚措施、规模等。[121]中华人民共和国外交部在18日的例行新闻发布会上回应，称纽约时报拙劣炒作所谓内部文件，对中国在新疆展开的反恐行动视而不见，故意抹黑中国的反恐和去极端化举措。[122]

## 11月17日
- 俄罗斯开始向乌克兰交还2018年克赤海峽衝突期间俄方扣押的三艘乌克兰舰艇别尔江斯克号（烏克蘭語：Бердянськ (артилерійський катер)）、尼科波尔号（烏克蘭語：Нікополь (артилерійський катер)）和亚内·卡布号拖船（俄语：Яны Капу (буксир)）。三艘船将在黑海塔尔汉库特角（英语：Tarkhankut Peninsula）附近的公海完成移交。[123]
- 斯里兰卡选举委员会（英语：Election Commission of Sri Lanka）宣布戈塔巴雅·拉贾帕克萨赢得选举（英语：2019 Sri Lankan presidential election），当选斯里兰卡总统。[124]
- 香港理工大學爆發嚴重衝突，警方封鎖大學各出入口阻止示威者離開，同時釋放催淚彈驅散周邊示威者[125]。
- 当地时间18时左右，美国加利福尼亚州弗雷斯诺发生枪击案（英语：Fresno party shooting）。当时，45人正在一场家庭聚会上观看橄榄球比赛的电视直播，枪手潜入后院向10人开枪，致使4人死亡、6人受伤。[126]
- 白俄罗斯举行议会选举（英语：2019 Belarusian parliamentary election）[127]。
- 第比利斯民众上街抗议（英语：2019 Georgian protests）格鲁吉亚议会否决宪法修正案。[128]

## 11月18日
- 香港高等法院裁定特區政府推行的《禁止蒙面規例》違反《基本法》[129][130]。
- 2019年馬歇爾群島議會選舉（英语：2019 Marshallese general election）舉行[131]。
- 美国国务卿迈克·蓬佩奧宣布，美国不再认为以色列在約旦河西岸地區兴建的定居点违反国际法（英语：International law and Israeli settlements）。这推翻了美国国务院1978年的意见书。[132]
- 美国商务部宣布再次将华为的临时通用许可证延长90天。[133]

## 11月19日
- 美国参议院全票通过《香港人权与民主法案》[134]。中华人民共和国全国人民代表大会外事委员会、中国人民政治协商会议全国委员会外事委员会、外交部、国务院港澳事务办公室、中央人民政府驻香港特别行政区联络办公室五部门次日发表声明表示抗议和谴责[135]。
- 瑞典检察机关宣布，由于时间流逝、证据减弱，停止对朱利安·阿桑奇涉嫌强奸案的调查。[136]
- 美国纽约大都会惩教中心（英语：Metropolitan Correctional Center, New York）在杰弗里·爱泼斯坦死亡（英语：Death of Jeffrey Epstein）当晚负责看守杰弗里·爱泼斯坦的两名狱警托瓦尔·诺埃尔（Toval Noel）和迈克尔·托马斯（Michael Thomas）被控玩忽职守。检方指控，两人未按照规定每隔半小时检查一次杰弗里·爱泼斯坦的情况，而是在上班时间睡觉、上网、走动，事后伪造监狱记录。[137]
- 塔利班同阿富汗政府完成囚犯交换。塔利班释放2016年扣押两名人质（英语：Foreign hostages in Afghanistan）美国人凯文·金（Kevin King）和澳大利亚人蒂莫西·约翰·维克斯（Timothy John Weeks）。作为交换，阿富汗政府释放阿纳斯·哈卡尼（Anas Haqqani）、哈吉·马里汗（Haji Mali Khan）和哈菲兹·拉希德（Hafiz Rashid），三人均为塔利班的高级军事指挥人员，其中阿纳斯·哈卡尼是哈卡尼网络的领导人之一。[138]
- 韩美第11份防卫费分担特别协定第三轮谈判破裂。美方要价50亿美元，约为2019年12月31日终止的第10份协定的五倍。[139]
- 前德国总统里夏德·冯·魏茨泽克之子弗里茨·冯·魏茨泽克（德语：Fritz von Weizsäcker）在柏林的一家私立医院做报告时遇刺，当场身亡。刺客当场被捕。一名警官重伤。[140]
- 当地时间19时左右，离开弗拉尔丁恩前往费利克斯托的一艘丹麦货轮的冷藏集装箱内发现25名偷渡者，货轮随后返航。2名偷渡者被送往医院。荷兰警方已逮捕一名罗马尼亚货车司机。警方未透露偷渡者的国籍。[141]

## 11月20日
- 美国军方声明，一架直升机在阿富汗坠毁，2名士兵死亡；原因不明，但初步调查显示并非被敌方火力击落。塔利班宣称对此负责，称美军一架契努克直升机袭击洛加尔省的塔利班据点时被击落，直升机完全损毁，机上所有人员死亡。[142]
- 以色列战机从以色列占领的戈蘭高地和黎巴嫩邁爾季歐雲向叙利亚大马士革发射多枚导弹。以色列军方称，这次行动是为了回应伊朗伊斯兰革命卫队聖城軍，行动打击了聖城軍在叙利亚的多处设施；轰炸期间叙利亚发射了一枚防空导弹，以色列为此摧毁了几个防空导弹的发射台。此前，以色列军方称，19日凌晨叙利亚向戈蘭高地发射了4枚火箭弹，全部被拦截。[143]
- 以色列政党联盟藍與白领导人本尼·甘茨宣布组阁失败，将组阁权力交还总统鲁文·里夫林。[144]
- 英國約克公爵安德魯王子宣布暂停公务。16日BBC播出了对安德魯王子的访谈。访谈中，安德魯王子解释了他与杰弗里·爱泼斯坦的关系、一名少女对他的性侵指控。节目播出后，安德鲁王子的言论引起了批评。[145][146]
- 牛津词典将（气候紧急状态（英语：Climate emergency declaration））选为2019年年度词汇（英语：Word of the year）。[147]
- 美國國家圖書獎在纽约颁奖。[148]

## 11月21日
- 以色列检察总长阿维哈伊·曼德尔布利特（英语：Avichai Mandelblit）宣布指控总理本雅明·内塔尼亚胡犯受贿罪、诈骗罪和背信罪。藍與白等中左翼政党要求内塔尼亚胡下台，利库德集团表示仍然支持内塔尼亚胡。内塔尼亚胡称，对他的起诉是一场未遂政变。[149][150]
- 当地时间6时50分左右，泰国北部同老挝的边境地区发生6.1级地震，震源深度10千米[151]。4时3分左右，这一地区发生了5.8级地震，震源深度10千米[152]。

## 11月22日
- 韩国通知日本，《韩日军事情报保护协定》继续有效[153]。
- 当地时间晚间，哥伦比亚考卡省桑坦德基利喬的警察站发生自制炸弹袭击，3人死亡，7人受伤。当地政府决定从23日晚间启动宵禁。[154]
- 美国维吉尼亚州的一家法院判处中央情报局特工李振成（Jerry Chun Shing Lee）19年监禁。李振成被控向中華人民共和国提供情报。有分析人士认为，李振成向中華人民共和国提供了中央情报局在华线人名单，並据此在2010年至2012年间捣毁了美国在华情报网。[155]

## 11月23日
- 叙利亚拉卡省由土耳其及其盟友控制的泰勒艾卜耶德发生汽车炸弹袭击。据叙利亚人权观察组织，爆炸共造成4名平民和5名军人死亡，22人受伤[156]。
- 巴西球队在决赛（英语：2019 Copa Libertadores Final）中击败阿根廷球队河床體育會，夺得2019年冠军。[157]
- 《悉尼先驱晨报》等澳大利亚媒体报道，中国特工王立强向澳洲安全情報組織投诚，交代他曾以中國創新投資员工身份参与绑架香港书商李波、拉拢香港高校中的中国内地学生、干预2018年中華民國直轄市長及縣市長選舉等。报道称，上级要求王立强以伪造的韩国公民身份前往台湾，与当地黑社会合作执行任务，王立强担心被台湾情报部门逮捕，于是向澳大利亚投诚。[158]

## 11月24日
- 繁忙蜂（BusyBee）航空公司的一架多尼尔228客机在剛果民主共和國北基伍省戈马起飞3分钟后坠毁在居民区，造成29人死亡、16人受伤。[159]
- 肯尼亚官员透露，22日的特大降雨致使西波克特郡发生山体滑坡，至少56人死亡，失踪人数不详。[160]
- 香港舉行區議會選舉，投票率達71.2%，創史上新高。[161]
- 晚间，一名男子用手榴弹在阿富汗喀布尔袭击了联合国的一辆车，一名联合国工作人员死亡，五人受伤。[162]
- 晚间，中華民國法務部調查局於機場扣留即将出境的中國創新投資董事长兼行政总裁向心及妻子龚青。之前，澳大利亚媒体报道称，一名前中国特工王立强告知澳大利亚情报机关中國創新投資隶属中国人民解放军总参谋部，实际上在帮助中国共产党在香港、台湾搭建情报网络。[163]
- 法林明高提前四轮夺得2019年巴西足球甲级联赛冠军[164]。
- 美国海豹突击队特种兵爱德华·加拉赫（Edward Gallagher）处分案继续发酵，美国国防部长马克·埃斯珀要求美国海军部长理查德·V·斯賓塞（英语：Richard V. Spencer）辞职。[165]

## 11月25日
- 香港區議會選舉點票結果，泛民主派取得壓倒性勝利，奪下了452個議席中的389席，占了86%，而建制派則從原有的300多席銳減至60席，僅占13%。[161]
- 歐洲網絡信息中心（RIPE NCC）宣佈，已完成最後可用池中的/22 IPv4地址分配，象征全球所有43億個IPv4地址都已分配完畢。[166]
- LVMH宣布完成收购蒂芙尼的最终协议。这是奢侈品市场史上最大的收购案。[167]
- 世界反兴奋剂组织合规审查委员会声明，建议四年内禁止俄罗斯选手以俄罗斯代表团成员身份参加国际比赛、四年内禁止俄罗斯承办国际赛事。世界反兴奋剂组织怀疑俄罗斯篡改数据，掩盖俄国运动员使用兴奋剂的行为。[168]
- 当地时间5时左右，德国萨克森州德累斯顿的绿穹珍宝馆遭窃，多件珠宝被盗。[169]
- 当地时间晚间，数千名示威者包围格鲁吉亚议会进行抗议（英语：2019 Georgian protests），要求总理格奥尔基·加哈里亚为首的政府辞职、按照比例代表制提前进行议会选举。至少28名示威者被拘留。[170]
- 当地时间夜间，在马里参加巴爾赫內行動的两架法国军用直升机发生碰撞，两架飞机上的13名军人全部遇难。[171]
- 美国马里兰州巴尔的摩一家巡回法庭复审了一起1983年巴尔的摩枪杀案，宣布阿尔弗雷德·切斯纳特（Alfred Chestnut）、安德鲁·斯图尔特（Andrew Stewart）、兰塞姆·沃特金斯（Ransom Watkins）无罪。三人在1984年被误认为有罪，被判处终身监禁。[172]

## 11月26日
- 当地时间凌晨，阿尔巴尼亚发生6.4级地震，震中位于马穆拉斯附近，23人死亡，逾百人受伤。[173]
- 菲律宾巴科洛德一家养老院发生火灾，导致6人丧生。[174]
- 美国加利福尼亞州聖巴巴拉縣山区发生火灾，洛斯帕德里斯国家森林超过6.5平方英里的土地被烧毁。[175]

## 11月27日
- 美國總統特朗普簽署《香港人權與民主法案》，《香港人權與民主法案》正式成為美國法律。[176]
- 当地时间傍晚，伊拉克示威者冲入伊朗驻纳杰夫领事馆并纵火。领事馆工作人员已在早前撤离。[177]
- 歐盟執委會準主席范德賴恩的執委團隊獲歐洲議會投票通過，將可順利於12月1日就任，成為歐盟首位女性領導人。范德賴恩也提到執政願景，誓言在擴大經濟成長之餘兼顧對抗氣候變遷威脅[178]。
- 也门萨达省临近沙特阿拉伯的一家市场遭遇袭击，至少10人死亡，22人受伤，据称死者多为来自非洲的非法移民。[179]
- 美国德克萨斯州内切斯港（英语：Port Neches, Texas）TPC集团化工厂生产丁二烯的区域相隔13小时发生两次爆炸，3人受伤，5万人被疏散。[180]
- 2019年纳米比亚大选（英语：2019 Namibian general election）举行。[181]

## 11月28日
- 美国总统唐纳德·特朗普突然访问阿富汗，白宫事先未发布任何预告。特朗普同驻阿富汗美军士兵共度感恩节，还同阿富汗总统阿什拉夫·加尼·艾哈迈德扎伊会面。特朗普透露，美国同塔利班重启了谈判。[182]
- 朝鲜自东海岸发射两枚短程导弹。据日本提供的数据，导弹水平飞行距离约380公里，飞行高度约100公里。[183]
- 乌拉圭选举法院（英语：Electoral Court of Uruguay）确认了总统选举（英语：2019 Uruguayan general election）第二轮投票结果，前总统路易斯·阿尔韦托·拉卡列之子路易斯·阿尔韦托·拉卡列·波乌（英语：Luis Alberto Lacalle Pou）击败丹尼尔·马丁内斯（英语：Daniel Martínez (politician)）当选乌拉圭总统。[184]
- 韩国最高法院大韩民国大法院就朴槿惠收受国家情报院特殊活动费一案作出终审判决，撤销二审判决，发回首尔高等法院（朝鲜语：서울고등법원）重审。二审中，首尔高院认为检方指控的部分受贿罪和国库损失罪不成立，判处有期徒刑5年、罚金27亿韩元。大法院认为检方指控罪名全都成立。[185]
- 马尔代夫刑事法院认定前总统阿卜杜拉·亚明洗钱罪成立，判处有期徒刑5年、罚款500万美元。[186]
- 苏丹主权委员会和内阁（英语：Cabinet of Sudan）的联席会议通过法律，解散政变前的执政党全国大会党及附属机构。[187]
- 伊朗伊斯兰共和国通讯社称，伊朗逮捕了8名为美国中央情报局服务的伊朗人，他们直接或间接参与了伊朗近期的示威抗议活动（英语：2019 Iranian fuel protests）。[188]
- 当地时间11时，一名男子将手榴弹扔进菲律宾棉兰老岛东米萨米斯省伊尼陶（英语：Initao, Misamis Oriental）的一所学校，一名警察死亡，十名学生和一名警察受伤。[189]
- 华为公司前员工李洪元透过微信群向华为员工分享《刑事赔偿决定书》内容，网络自媒体将其发布在网络上，引发舆论关注[190]。

## 11月29日
- 英国伦敦桥发生重大持刀伤人事件，身穿假炸弹背心（英语：Explosive belt）的28岁男子乌斯曼·汗（Usman Khan）持刀刺伤5名民众，造成其中2人伤重死亡。警方将事件列为恐怖主义行为[191]。
- 荷兰海牙一购物中心发生持刀伤人事件（英语：2019 The Hague stabbing），多人受伤[192]。
- 一名男子在巴西里约热内卢一家酒吧劫持五名人质。巴西军队和特警部队介入。三名人质获释。[193]
- 伊拉克大阿亚图拉阿里·西斯塔尼要求议会撤回对政府的支持。伊拉克总理阿迪勒·阿卜杜勒-迈赫迪随后宣布辞职。持续的抗議示威已造成超过400人死亡、约1.5万人受伤。[194]
- 胡塞武装宣布在也门北部邻近沙特阿拉伯的地区击落一架沙特阿拉伯阿帕奇直升机，直升机烧毁，机上两人死亡。一天前，沙特释放了此前俘虏的128名胡塞武装人员。[195]
- 欧洲议会以429票对225票通过决议，宣布欧盟进入气候紧急状态（英语：Climate emergency declaration）。[196]
- 苏里南一家军事法院认定苏里南总统德西·鲍特瑟在十二月屠杀（英语：December murders）事件中犯谋杀罪，判处20年监禁。德西·鲍特瑟并不会立即入狱，他有机会上诉。[197]

## 11月30日
- 伊拉克基爾庫克省基爾庫克发生三起爆炸袭击，16人受伤。[198]
- 德国社会民主党选出新任双主席（英语：Leader of the Social Democratic Party of Germany）诺贝特·瓦尔特-博尔扬斯和萨斯基娅·艾斯肯。选举结果将在12月6日至8日的社民党党代会上确认。瓦尔特-博尔扬斯和艾斯肯主张社民党同联盟党重新谈判联合执政协议，如谈判无果将退出执政联盟。[199]
- 英国伯明翰地方法院（英语：Birmingham Magistrates' Court）认定中国中央电视台记者孔琳琳普通袭击罪成立，判处12个月有条件释放、赔偿受害者2115英镑。孔琳琳的律师表示将会上诉。[200]中国驻英国大使馆回应称感到“震惊和愤怒”，认为英国的新闻自由、法律公正值得怀疑。[201]
- 2020年东京奥运会和残奥会主场馆新國立競技場竣工并移交日本体育振兴中心（日语：日本スポーツ振興センター）。[202]
- 由美国南达科塔州张伯伦飞往爱达荷州的一架飞机在起飞后不久坠毁，9人死亡，3人受伤。[203]
- 一伙武装分子驾驶卡车、持重型武器进入墨西哥科阿韦拉州乌尼翁镇（英语：Villa Unión, Coahuila）扫射政府机构，并与警方交火约一个小时。14人死亡，其中有4名警察。另有数人失踪或受伤。[204]
- 第30届东南亚运动会在菲律宾开幕。开幕式的入场式和文艺表演在位于布拉干省武加偉的菲律宾竞技场举行，点火仪式则在丹轆省新克拉克市（英语：New Clark City）体育中心（英语：New Clark City Sports Hub）举行。[205]
- 纳米比亚选举委员会（英语：Electoral Commission of Namibia）宣布哈格·根哥布赢得总统选举（英语：2019 Namibian general election），成功连任。[181]